# Леднєво (Ленінградська область)
Ле́днєво (рос. Леднево) — село в Кіровському районі Ленінградської області, Росія.